# Vegas, City of Dreams
Vegas, City of Dreams es una película estadounidense del género drama de 2001, dirigida por Lorenzo Doumani, que a su vez la escribió, el elenco está compuesto por Brenda Epperson, John Taylor, Carrie Stevens y Angelica Bridges, entre otros. Este largometraje fue producido por DMG Entertainment y se estrenó el 1 de abril de 2001.

## Sinopsis
Cuando se halla el cadáver de Gabrielle Garrett en el lago Mead, el forense dictamina que se quitó la vida ella misma. De todos modos, sus tres hermanas empiezan su propia investigación, que las conduce a Byron Lord y al sombrío mundo de la mafia de Las Vegas.